# Tiziana Parenti
Tiziana Parenti, detta Titti (Pisa, 16 aprile 1950), è una politica, ex magistrata e avvocata italiana.

## Biografia
Dopo un'iniziale adesione giovanile al PCI di Pisa, entra in magistratura. Magistrato in servizio prima in corte d'assise, poi alla procura di Milano, "Titti la rossa" - come veniva soprannominata da alcuni giornalisti - fu il pubblico ministero dell'inchiesta denominata dai mass-media delle tangenti rosse, ed è stata sostituto procuratore del pool milanese dal marzo 1993 nell'inchiesta "Mani pulite". Dopo aver lasciato la magistratura ha intrapreso la professione di avvocato.

### Attività politica
Fecero scalpore le sue dimissioni dal pool e dalla magistratura e la successiva adesione a Forza Italia, nelle cui liste fu eletta alla Camera nel marzo 1994 nel collegio maggioritario di Mantova. Fu presidente della Commissione antimafia, nel corso della XII Legislatura. Accusata nel 1995 di concorso in falso in atto pubblico in un'inchiesta contro alcuni ufficiali dell'Arma dei Carabinieri (viene assolta definitivamente nel 2009).
Rieletta nel 1996 alla Camera nel collegio maggioritario di Grosseto, aderì al gruppo di Forza Italia. Successivamente, nel 1998, fu tra i primi aderenti al nuovo partito dell'UDR di Francesco Cossiga. Alla fine dello stesso anno aderì ai SDI. Conclude il proprio mandato parlamentare nel 2001.
Nel 2004 aderisce alla Margherita di Francesco Rutelli ed esercita l'avvocatura.
Nel 2012 entra nel Partito Socialista Italiano di Riccardo Nencini.